# Gibson Flying V
Gibson Flying V — модель электрогитары, впервые представленная в 1958 году компанией Gibson.

## История
Первый прототип Gibson Flying V был создан в 1957 году под руководством Теда Маккарти (англ. Ted McCarty), президента компании «Gibson» в те годы. Особенностью модели был необычный дизайн деки, напоминающий наконечник стрелы. Серийно инструмент стал выпускаться в 1958 году, и сделан был из корины. Струны проходили сквозь корпус, а не фиксировались при помощи «Stopbar», как у Les Paul. Но, возможно, благодаря именно новаторскому дизайну, гитару выпускали недолго — в 1959 году выпуск прекратился.
В середине 60-х такие музыканты как Альберт Кинг, Лонни Мак, Дэйв Дэвис и Джими Хендрикс, в поиске нового сценического образа, обратили внимание на эту «космическую» серию гитар от «Gibson». В результате, в 1967 году выпуск гитар был возобновлён, однако, с изменениями. Теперь Flying V стали делать целиком из махагони, и для струнодержателя был применён «Gibson Vibrola» (также выпускались версии с «Stopbar»). В 1989 году эта модель была переиздана под названием Reissue 67 и выпускается по сей день (нынешнее название V-Factor).
Гитара данной модели является любимой у гитариста группы «Scorpions» Рудольфа Шенкера, на ней он играет чаще всего.

## Модельный ряд
1. 1957—1959 — Flying V (оригинальная модель)
2. 1967—1969 — Flying V (1-е переиздание с длинной головкой грифа)
3. 1967—1969 — Flying V (1-е переиздание с короткой головкой грифа)
4. 1971 — Medalion Flying V
5. 1974—1982 — Flying V (2-е переиздание)
6. 1979 — Bloc Inlay Flying V
7. 1979—1982 — Flying V2
8. 1989 — V90 Double
9. 1989 — Flying V Golden Eagle
10. 1989 — Flying V Reissue 67, (нынешнее название V-Factor)
11. 1994 — Centennial Flying V
12. 1998 — Historic 1958 Korina Flying V
13. 1999 — Gothic Flying V (Limited Edition)
14. 2001 — Historic 1959 Mahogany Flying V
15. 2002 — Faded Flying V
16. 2002 — Voodoo
17. 2006 — New Century